# 멕시코-미국 전쟁
멕시코-미국 전쟁(영어: Mexican-American War, 스페인어: Guerra de Estados Unidos-México)은 1846년과 1848년 동안 멕시코와 미국 사이 발생한 군사 분쟁이다. 맥락에 따라서 멕시코 전쟁, 그리고 당시 미국 대통령인 제임스 포크를 따서 포크의 전쟁으로 불리기도 한다.
이 전쟁은 1836년 텍사스 혁명으로 텍사스 공화국이 성립했지만, 멕시코는 이 땅을 자국 영토로 여겨 1845년 텍사스 합병으로 텍사스가 미국의 주가 되자 일어났다.

## 배경
1821년 스페인에서 독립한 멕시코는 내전으로 번질 수많은 갈등을 겪고 있었는데, 비교적 단합한 태도로 1836년 텍사스 혁명으로 발발한 텍사스 공화국 독립 문제에 반대했다. 멕시코는 미국이 텍사스를 병합하면 전쟁할 수도 있다고 위협을 했다. 반면, 제임스 포크 대통령의 ‘명백한 운명’에 대한 정신은 서부 확장에 대한 미국의 이익에 집중되어 있었다.
멕시코 군사력과 외교 역량은 독립 이후 쇠퇴했고, 북부 절반을 코만치 족, 아파치 족, 나바호 족 등 원주민 부족에게 취약점을 노출했다. 이들 원주민 가운데 특히 코만치족은 멕시코의 이러한 취약점을 공략하여 대규모로 습격해서 가축을 약탈하였고, 이를 텍사스와 미국에 공급하였다.
원주민 습격은 수천 명 사상자를 낳았고, 북부 멕시코를 황폐화시켰다. 1846년 미합중국 군대는 멕시코 북부에 진입해서 실의에 빠진 사람만 보았고, 미국인에게 저항하는 민병대는 거의 존재하지 않았다.
이들 원주민의 적대적인 활동으로 말미암아 멕시코 내부와 알타캘리포니아와 뉴멕시코 사이 교역과 소통은 어렵게 되었다. 결과적으로 멕시코 미국 전쟁이 발발할 시기에 뉴멕시코는 산타페 가도를 통한 미국과의 무역에 의존할 수밖에 없었다.
텍사스 공화국이 1845년 텍사스 합병을 통해 미국의 28번째 주인 텍사스주가 되자 종주국이라고 생각한 멕시코는 이 합병을 인정하지 않았다. 결국 이듬해 1846년 발발한 전쟁이 멕시코-미국 전쟁이다.
멕시코와 미국은 각각 텍사스 종주권을 주장하였다. 텍사스는 멕시코와 싸워 독립을 쟁취한 지 오래지 않았으며, 멕시코는 텍사스를 반란 지방으로 인식해 독립을 인정하지 않았다. 근본 전쟁 이유는 미국의 서진 확장 경향과 최근 멕시코 독립 전쟁을 통해 독립한 멕시코의 정치적 불안정이었다. 미국은 멕시코와 협상을 하는 게 어려운 시점이었으며, 멕시코는 북부 지방을 관리하는 게 어려운 시기였다. 텍사스는 전쟁을 지지했다. 미국 내부에서 휘그당이 거세게 전쟁에 반대했다. 멕시코에서 전쟁은 방어 전략상 필요 수준으로 여겼다.
전쟁의 가장 중요한 결과는 멕시코가 캘리포니아와 뉴멕시코를 미국에 팔아넘기게 된 것이었다. 미국 정계는 새로 획득한 주에서 노예 제도와 관련하여 격렬한 논쟁을 벌여 ‘1850년의 타협’을 보았다. 멕시코에서는 정치적 혼란기가 계속되어 전쟁은 큰 영향을 끼치지 못했다. 또한 이 전쟁은 유럽의 1848년의 혁명과 거의 때를 같이하고 있어 더욱 중요한 의미가 있다.

## 역사적 맥락

멕시코 제1공화국과 제2공화국의 행정구역. 붉은 구역은 텍사스 공화국이 영유권을 주장한 지역이다.

멕시코-미국 전쟁 이전 이미 미국의 산악인들과 무역상들은 ‘산타페 가도’와 ‘캘리포니아 가도’(California Trail)를 통해 이 땅에 자주 접촉하고 있었다. 미국 상선들은 활발하게 무역을 하고 있었다. 이 지역은 30년간 멕시코 공화국의 영토였으며 그 이전에는 에스파냐 제국의 영역이었다.
미국이 루이지애나 매입 이후 스페인 제국의 토지 제공에 힘입어 미국의 백인 정착자들이 서부로 움직이기 시작했다. 멕시코 독립 전쟁 이후 이 영토가 멕시코 공화국의 땅이 된 이후에도 서부로 향하는 이민은 계속되었다. 멕시코 정부는 자국의 국교인 로마 가톨릭이 아니라 개신교를 믿는 정착자들과 불편한 관계를 지속했다. 멕시코가 전국적으로 노예 제도를 폐지했을 때에도 일부 백인 이민자들은 법의 이행을 거부했다. 멕시코 중앙 정부의 간섭에 대한 반발로 텍사스 혁명이 일어나게 된다.
멕시코 독립 전쟁으로 인하여 약화되고, 재정 능력을 상실한 멕시코 정부는 수도에서 몇천 킬로미터씩이나 떨어진 북방 지방을 제어하기에는 역부족이었다. 결국 텍사스는 산타 안나가 지도하는 멕시코 군대를 물리치고 1836년 독립을 달성하였다.

## 전쟁 과정
텍사스 공화국은 연방에 가입해 미국의 한 주가 되고 미국과 멕시코의 캘리포니아와 애리조나 등지의 문제로 인해 갈등이 생겼다. 텍사스를 합병한 미국은 리오그란데강을 멕시코와의 국경으로 주장했다. 그러나 멕시코는 마찬가지로 리오그란데 강 북쪽을 흐르는 누에시스 강(Nueses River)을 국경으로 삼아야 한다고 주장하여 양국의 주장을 좁히지 못했다. 당시 미국 대통령 제임스 포크는 미국이 주장하는 텍사스 땅을 확보하도록 군에 지시했다. 이 지시를 받은 재커리 테일러 장군이 이끄는 군대는 누에세스 강을 남하하여 멕시코의 비난에도 불구하고 브라운 요새(Fort Brown)를 세웠다.
1846년 4월 24일 멕시코의 기병 부대가 리오그란데에서 미국의 분견대를 사로잡으며 교전을 벌였다. 〈팔로 알토〉(Palo Alto)와 〈레사카 드 라 팔마〉(Resaca De La Palma)에서 국경 충돌과 교전 이후 미합중국군의 인명 피해가 발생하자, 의회는 5월 13일에 선전포고를 했다. 남부 출신과 민주당이 이 조치를 지지했다. 한편 북부 출신과 휘그당은 일방적인 전쟁 선포를 반대했다. 멕시코는 5월 23일에 선전포고를 했다.
미합중국의 선전포고 후 미합중군은 로스앤젤레스를 포함한 캘리포니아의 여러 도시를 점령했다. 〈몬테레이 전투〉는 1846년 9월에 일어났다. 1847년 2월 22일, 〈부에나 비스타 전투〉에서 테일러 장군이 안토니오 로페스 데 산타 안나 장군 휘하의 멕시코 군을 물리치고 알타캘리포니아와 뉴멕시코의 점령을 확고히 했다. 미합중국군은 멕시코군의 4배나 되는 대군으로 멕시코군을 격파하여 뉴멕시코의 수도 샌타페이를 점령했다. 1847년 3월에는 윈필드 스콧 장군이 이끄는 미합중군이 역사상 최초의 수륙양용 군사작전을 수행해 멕시코 베라크루스에 상륙했다. 멕시코 사령관은 항복하고 1847년 9월 14일 멕시코의 수도 멕시코시티는 미군에게 함락되었다.
결국 1848년 1월 멕시코는 평화 협정을 요청해 1848년 2월 2일 멕시코 과달루페 이달고에서 《과달루페-이달고 조약》을 맺어 전쟁은 종결되었다.

## 결과 및 영향
과달루페 이달고 조약으로 미국은 겨우 1,825만 달러를 지급하고 멕시코로부터 뉴멕시코, 캘리포니아, 콜로라도, 애리조나, 네바다, 유타 주 등을 할양 받아 한반도 넓이의 15배에 달하는 300만 평방킬로미터의 영토를 넓혔다. 미국은 겨우 멕시코인들에게 진 빚 325만 달러를 떠맡도록 하였고 군사비 지출도 9,800만 달러밖에 되지 않았다고 한다. 하지만 전쟁 직전 일부 미국 여론들은 전쟁을 반대했는데 지식인 헨리 데이비드 소로는 전쟁세를 내는 대신 감옥에 가는 것으로 항의했고 랄프 왈도 에머슨은 미국의 폭력을 부끄러워하며 멕시코가 미국에게 독이 될 것이라고 했다. 또한 남북전쟁의 전쟁 영웅 율리시스 그랜트 역시 이를 두고두고 한탄했다고 전해진다.

### 가이드, 전기, 컬렉션
- Library of Congress Guide to the Mexican War
- The Handbook of Texas Online: 멕시코 전쟁
- Reading List 보관됨 2013-05-02 - 웨이백 머신 compiled by the 미군역사센터
- 멕시코 전쟁 자료
- The Mexican-American War, Illinois Historical Digitization Projects at Northern Illinois University Libraries

### 미디어와 주요 자료
- Conway, Christopher, ed. The U.S.-Mexican War: A Binational Reader (2010)
- Robert E. Lee Mexican War Maps in the VMI Archives
- The Mexican War and the Media, 1845-1848
- Treaty of Guadalupe Hidalgo and related resources at the U.S. Library of Congress
- Letters of Winfield Scott including official reports from the front sent to the Secretary of War
- Franklin Pierce's Journal on the March from Vera Cruz
- Mexican-American War Time line

### 기타
- Battle of Monterrey Web Site - Complete Info on the battle
- 명백한 운명과 미국-멕시코 전쟁: Then and Now 보관됨 2012-12-05 - archive.today
- The Mexican War
- PBS site of US-Mexican war program 보관됨 2003-10-02 - 웨이백 머신
- Smithsonian teaching aids for "Establishing Borders: 미국의 팽창, 1846-48"
- 멕시코 미국 전쟁 참전 군인 후손들의 역사 보관됨 2013-01-20 - 웨이백 머신
- 멕시코 미국 전쟁